# Costa Rica van A tot Z

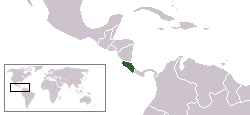
Locatie van Costa Rica

## A
Alajuelense - 
Area de Conservación Guanacaste -
Arenal (vulkaan) - 
Óscar Arias - 
Alajuela (provincie) - 
Alajuela (stad) - 
Esteban Alvarado - 
Andrey Amador - 
Randall Azofeifa

## B
Gabriel Badilla -
Hermidio Barrantes - 
Kurt Bernard -
Austin Berry -
Cristian Bolaños -
José Adrián Bonilla - 
Celso Borges - 
Nery Brenes

## C
Epsy Campbell Barr -
Cartago (stad) - 
Cartago (provincie) - 
Club Sport Cartaginés - 
Carlos Castro - 
Walter Centeno - 
Laura Chinchilla - 
Cocoseiland - 
Costa Rica - 
Costa Rica-guave - 
Costa Ricaanse nachtschade - 
Costa Ricaanse colón - 
Costa Ricaans voetbalelftal -
Shirley Cruz

## D
Deportivo Saprissa -
Júnior Díaz -
Jervis Drummond - 
Gerald Drummond

## E
Estadio Alejandro Morera Soto -
Estadio Eladio Rosabal Cordero -
Estadio José Rafael Fello Meza Ivankovich -
Estadio Nacional de Costa Rica (1924) -
Estadio Nacional de Costa Rica (2011) -
Estadio Ricardo Saprissa

## F
Giannina Facio - 
Karina Fernández - 
José Figueres Ferrer -
Róger Flores - 
Danny Fonseca -
Rolando Fonseca - 
Andy Furtado

## G
Juan Galindo -
Rónald Gómez -
Leonardo González -
Ricardo González - 
Guanacaste (provincie)
Alexandre Guimarães

## H
Heredia (provincie) -
Club Sport Herediano - 
Carlos Hernández -
Andy Herron

## I
Imperial (bier) -
Instituto Nacional de Biodiversidad (of INBio) -
Internationaal park La Amistad -
ISO 3166-2:CR

## L
Froylán Ledezma - 
Liga Costarricense de Primera División - 
Lijst van vlaggen van Costa Ricaanse provincies - 
Limón (provincie)

## M
Luis Marín -
Dennis Marshall -
Gilberto Martínez -
Jonathan McDonald -
Hernán Medford -
Álvaro Mesén -
Militaria van Costa Rica -
Alejandro Morera -
Roy Myrie

## N
Keylor Navas -
Nieuw-Spanje -
Noble patria, tu hermosa bandera -
Victor Núñez

## O
Elizabeth Odio Benito

## P
Abel Pacheco -
Winston Parks -
Virginia Pérez-Ratton - 
Provincies van Costa Rica -
Poás (vulkaan) -
Claudia Poll - 
José Francisco Porras -
Puntarenas (provincie)

## R
Ridderorden in Costa Rica -
Michael Rodríguez -
Ronde van Costa Rica - 
Bryan Ruiz - 
John Jairo Ruiz

## S
Álvaro Saborío -
San José (Costa Rica) -
San José (provincie) -
Santos de Guápiles - 
Gonzalo Segares -
Douglas Sequeira -
Luis Paulino Siles -
Jeffrey Solís - 
Mauricio Solís - 
Bruno Stagno -
Stenen ballen van Costa Rica

## U
Michael Umaña - 
Universiteit van Costa Rica - 
CS Uruguay

## V
Valle Central - 
Chavela Vargas - 
Guillermo Vargas - 
Elías Vega - 
Verenigde Staten van Centraal-Amerika - 
Bryan Villalobos - 
Rodolfo Villalobos - 
Román Villalobos - 
Vlag van Costa Rica

## W
Harold Wallace -
Paulo Wanchope -
Wapen van Costa Rica

## X Y Z
Zoogdieren in Costa Rica